# Ballade Nr. 4

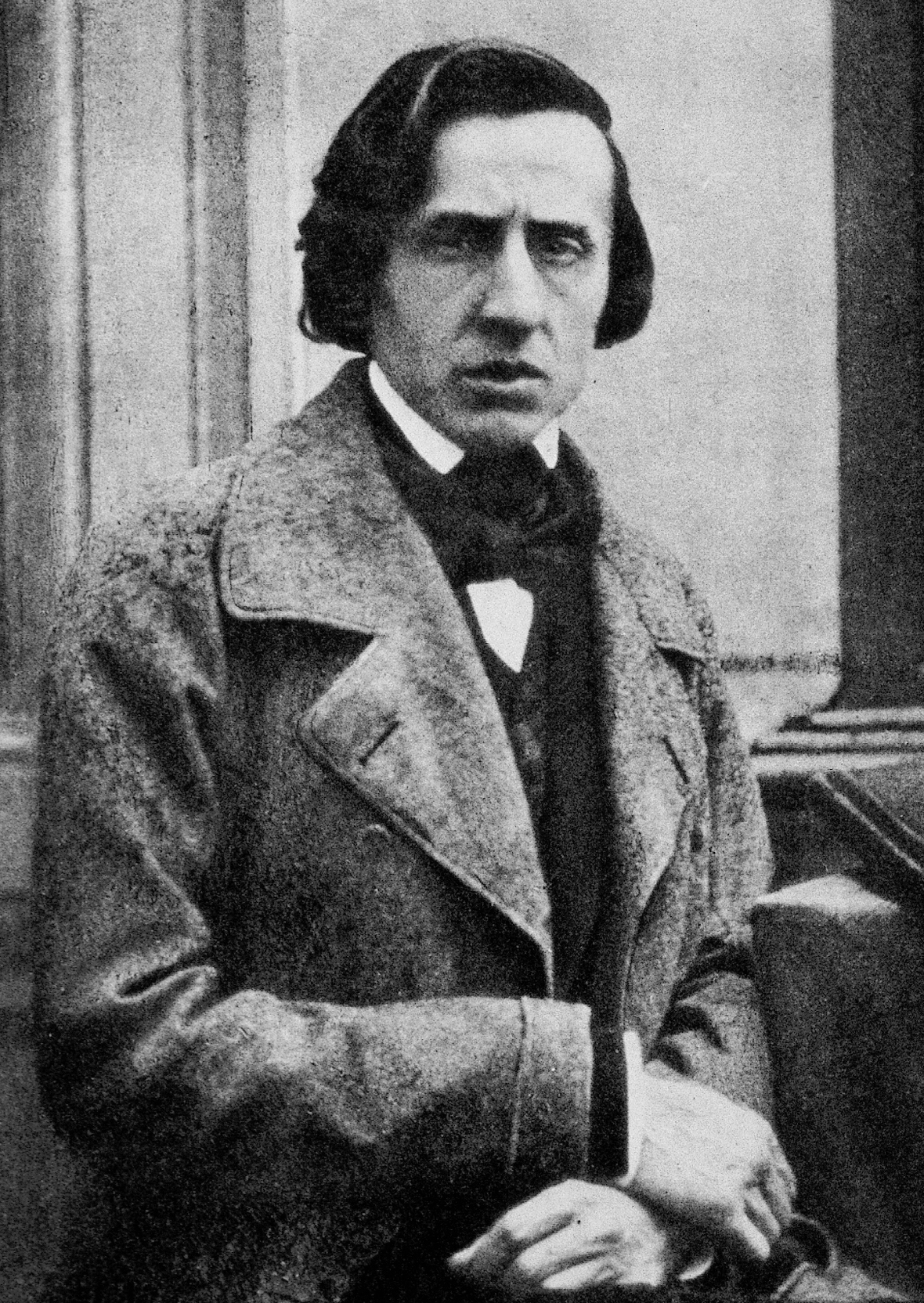
Chopin, 1849

Die Ballade Nr. 4 f-Moll op. 52 ist die letzte der vier Balladen Frédéric Chopins. Das 1842 nach seiner Rückkehr aus Nohant-Vic vollendete, im folgenden Jahr veröffentlichte und der Baronin Charlotte de Rothschild gewidmete Werk gehört zu seiner letzten Schaffensperiode, die sich durch weiterentwickelte Klangmittel und eine höhere musikalische Komplexität auszeichnet.
So setzt sich auch dieses Stück von seinen Vorgängern ab, wirkt lyrisch-nachdenklicher und harmonisch vielfältiger.
In dem letzten Werk dieser Gattung verknüpft Chopin unterschiedliche Formelemente wie den Sonatenhauptsatz, die Variation und das Rondo. Von den effektvoll-erschütternden Schlusspartien abgesehen, verzichtet Chopin auf leidenschaftliche Dramatik und virtuose Herausforderungen.

## Zur Musik
Die aus sieben Takten bestehende Einleitung in C-Dur schafft die für seine Balladen so charakteristische, spannungsgeladene Atmosphäre, welche die musikalische Erzählung eröffnet. Die einfache Faktur leitet die Aufmerksamkeit auf das melancholische, zwischen f-Moll und As-Dur pendelnde erste Thema, das sich nach einer Fermate „mit halber Stimme“ (mezza voce) langsam hervortastet und von gleichmäßigen Achteln der linken Hand begleitet wird.
Die kreisende Motivik erinnert an die Bewegung seiner f-Moll-Etüde aus den  Nouvelles Études ohne Opuszahl. Mit den Tönen B-C-Des-E-F umkreist sie eine unvollständige Zigeunertonleiter, deren Klangfarbe durch bestimmte Tonauslassungen zusätzlich intensiviert wird. Die Schlussphrase in As-Dur (Takt 12) gibt dem Thema eine leicht volkstümlich Note. Im weiteren Verlauf wiederholt Chopin das Thema auf einer um eine Terz erhöhten Stufe und variiert bereits die Schlussphrase.
Durch die Bewegung der sich stetig kreisend-wiederholenden Melodie moduliert Chopin in ständig neue Tonarten und führt das Thema zudem durch viele Variationen.
Eine leise Episode einer pentatonischen Oktavepisode der linken Hand eröffnet eine vorläufige, lyrisch intensive Schlussentwicklung. Nach ornamentalen Variationen des Themas durch energiegeladene Sechzehntel kommt es zu einer ersten dramatischen Steigerung.
Vergleichsweise spät wird das zweite, akkordische Thema erst in Takt 80 vorgestellt, eine pastorale Melodie mit wiegendem Rhythmus, von wo aus Chopin weitere, rhythmisch geprägte Motive in das Klanggebilde flicht.
Der zweite Teil der Ballade wird mit einem Thema in d-Moll eingeleitet, das sich aus dem ersten entwickelt, ohne indes den Charakter einer Reprise zu haben; vielmehr hat es den einer Variation, die stetig polyphoner wird. Die Stimmführung, die der Bach-Verehrer Chopin durchhält, führt zu eigentümlichen Dissonanzen, durch die der melancholische Charakter des ersten Themas zurückgenommen wird und zunehmend einer unheimlichen Stimmung weicht.
Am Ende des Werkes überrascht eine leidenschaftliche, von dominanten Passagen beider Hände getragene Figur, die an die letzte, dramatische Etüde op. 25 in c-Moll erinnert – ein Gipfel leidenschaftlichen Ausdrucks und klanglicher Originalität im Œuvre Chopins. Es folgt eine atemlose Pause, die von einer Folge ruhiger, sostenuto absteigender, gleichsam wartender Akkorde pianissimo abgelöst wird. Die Ruhe wird von einer pathetischen, ins Tragische übergehenden, pianistisch anspruchsvollen Coda jäh unterbrochen.

## Hintergrund
In den Balladen zeigt Chopin seine Nähe zur romantischen Dichtung. Wenn er die Form selbst auch nicht wesentlich erneuerte, sondern an traditionelle Gestaltungsweisen anknüpfte, vermochte er hier sein Ideal des poetischen Erzählens mit dem Instrument zu verwirklichen. So war er es, der den Titel Ballade in die Klaviermusik einführte.
Schon als Kind hatte er über polnische Sagen und Heldenlieder am Klavier phantasiert, später beeindruckten ihn die Litauischen Balladen des polnischen Romantikers Adam Mickiewicz, dessen Salon in Paris Treffpunkt zahlreicher polnischer Emigranten war. Neben dem erzählenden Gestus spürt man eine Sehnsucht nach „verlorener Heimat“. Formal schlägt sich diese Haltung im gleichsam erzählenden 6/4- oder 6/8-Metrum nieder, wie es auch in der alten Tanzliedform Ballata zu finden ist.
Der polnische Fürst Anton Radziwiłł hatte Chopin bereits 1832 bei Baron Rothschild eingeführt, in dessen Salon er vor Mitgliedern des Adels spielen und auf diese Weise auch Schülerinnen aus sehr vermögenden Kreisen an sich binden konnte. Als Zeichen der Anerkennung widmete Chopin der Frau des Barons seine letzte Ballade.

## Textzeugen
Die Ballade Nr. 4 f-moll op. 52 ist in zwei handschriftlichen Fragmenten erhalten. Das längere in reinschriftlicher Fassung (E1) ist mit der Widmung an Madame la Baronne C. de Rothschild versehen und bricht nach Takt 136 ab; es befindet sich in der Bodleian Library in Oxford. Das zweite, kürzere (E2) enthält die Takte 1 bis 79, die aufgrund der Notierung und des abweichenden Takts gegenüber der gedruckten Endfassung als Vorstufe angesehen werden; es gehört zur R. F. Kallir Collection, New York. Die Ballade erschien erstmals 1843 gedruckt bei Breitkopf & Härtel in Leipzig und bei Maurice Schlesinger in Paris.